# Renato Anselmi
Renato Anselmi (ur. 26 października 1891 w Marigliano, zm. 3 października 1973 w Genui) – włoski szablista, trzykrotny medalista olimpijski i dwukrotny medalista mistrzostw świata.
Na igrzyskach olimpijskich w Paryżu w 1924 roku wspólnie z Oreste Pulitim, Oreste Moriccą, Marcello Bertinettim, Giulio Sarrocchim, Guido Balzarinim, Bino Binim i Vincenzo Cuccią zdobył drużynowo złoty medal. Na rozgrywanych cztery lata później igrzyskach olimpijskich w Amsterdamie Włosi w składzie: Bino Bini, Oreste Puliti, Giulio Sarrocchi, Renato Anselmi, Emilio Salafia i Gustavo Marzi zdobyli srebrny medal w szabli drużynowej. Brał też udział w igrzyskach olimpijskich w Los Angeles w 1932 roku razem z Gustavo Marzim, Giulio Gaudinim, Emilio Salafią, Arturo De Vecchim i Ugo Pignottim zdobył kolejny srebrny medal w szabli drużynowej. Na żadnej z tych imprez nie startował w rywalizacji indywidualnej.
Podczas mistrzostw świata w Liège w 1930 roku (oficjalnie rozgrywanych pod tą nazwą dopiero od 1937) wspólnie z kolegami z reprezentacji wywalczył srebrny medal w szabli drużynowej. Wynik ten Włosi z Anselmim w składzie powtórzyli na mistrzostwach świata w Wiedniu (1931).
W latach 1929 i 1930 zdobywał indywidualne mistrzostwo Włoch. Z wykształcenia był inżynierem. Służył w wojsku, osiągając stopień generała dywizji. Komandor Orderu Korony Włoch.